# L'Invasion des profanateurs (roman)
Pour les articles homonymes, voir L'Invasion des profanateurs.
L'Invasion des profanateurs (titre original : The Body Snatchers) est un roman de science-fiction de l'auteur américain Jack Finney, paru en 1955. Ce roman est tout d'abord paru en français sous le titre Graines d'épouvante (1977) avant de trouver son titre français définitif en 1994.

## Présentation de l'œuvre
L'Invasion des profanateurs est le premier roman de l'auteur américain Jack Finney. Le récit est composé de vingt-et-un chapitres qui font alterner scènes d'action, moments de réflexion et séquences dialoguées. Le ton général du roman est celui de l'inquiétude et de la suspicion, portées parfois jusqu'à la paranoïa, face à une invasion extraterrestre qui n'est décelable que sur la base d'infimes détails psychologiques. Ce tableau correspond à la description clinique du syndrome de Capgras.
Le titre original The Body Snatchers fait écho à un roman de Robert Louis Stevenson paru en 1884, The Body Snatcher (Le Voleur de cadavres).
À sa sortie, certaines critiques crieront au plagiat. En effet le roman Marionnettes humaines de Robert A. Heinlein, paru en 1951, soit quatre ans plus tôt, part d'un sujet étonnamment plus ou moins voisin.[réf. nécessaire]

### Histoire du titre français
Une première édition française du roman est parue en 1977 aux éditions Guenaud sous le titre Graines d'épouvante. Quelques années plus tard, les  éditions Denoël adoptèrent finalement le titre L'Invasion des profanateurs, popularisé par les titres français des adaptations cinématographiques de Don Siegel (1956), sorti en France en 1967, et de Philip Kaufman en 1978. 
Le film de Don Siegel est sorti dans les salles françaises dix ans avant que ne soit réalisée la traduction française du roman original.

### Style
Jack Finney utilise les ressources littéraires du récit autobiographique pour établir un rapport d'intimité entre le narrateur, Miles Bennell, et son lecteur. Le héros, qui est également le narrateur de l'histoire, rapporte les faits, exprime ses doutes, émet des hypothèses personnelles sur les événements qu'il a vécus et interpelle directement le lecteur. Malgré la forte tension psychologique qui domine de bout en bout l'intrigue du roman, Jack Finney n'oublie pas de manier un certain humour.

### Chronologie des événements
Tout commence au mois d'octobre 1976, dans la petite ville paisible de Mill Valley, Californie. Miles Bennell, un médecin généraliste, reçoit la visite de Becky Driscoll, l'un de ses amours de jeunesse. Becky confie à Miles Bennett qu'elle s'inquiète pour sa cousine Wilma Lentz qui prétend que son oncle Ira n'est pas son oncle Ira. Miles Bennett décide alors d'accompagner Becky chez sa cousine pour la rassurer et tirer cette affaire au clair. Sur place, le médecin ne constate aucun changement dans le comportement ou le physique de l'oncle Ira qu'il connaît pourtant depuis bien des années. Wilma ne réussit pas à lui expliquer clairement en quoi consiste le changement qu'elle perçoit et Miles finit par lui conseiller de consulter son ami Manfred Kaufman, un psychanalyste de San Rafael. Mais le lendemain, de nouveaux patients consultent le Docteur Bennell, arguant qu'ils ont un doute sur l'identité réelle d'un membre de leur entourage. Le mardi suivant, Miles Bennell se rend à sa réunion professionnelle hebdomadaire et tous les spécialistes s'étonnent de cette nouvelle névrose qui semble être devenue contagieuse.
Pour oublier ses tracas de la journée, Miles invite Becky au cinéma voir Le Voyage de Simon Morlay, mais le directeur vient les chercher au milieu de la séance. Son ami Jack Belicec a des ennuis et emmène ses amis à son domicile pour y rejoindre son épouse Theodora. Miles et Becky découvrent alors un cadavre sur la table de billard des Belicec, ou plutôt un corps sans vie que Jack Belicec a découvert chez lui dans un vieux placard. Miles Bennell inspecte le corps qui ne semble ni vivant, ni mort, mais simplement flasque et comme inachevé. Miles constate bientôt que le corps a la même taille et le même poids que Jack Belicec et commence à s'inquiéter. Il prend alors les empreintes digitales du corps inerte et constate avec effroi qu'il n'en a aucune. Soupçonnant l'atroce vérité, Miles Bennell demande aux Belicec de rester chez eux en surveillant le corps et de l'appeler au moindre changement survenu sur le corps. Becky et Miles repartent, persuadés du rapport qui existe entre l'histoire de Wilma Lentz et de ce corps inachevé, tandis que Becky fait part à Miles de ses doutes sur l'identité de son propre père.
Après avoir raccompagné Becky chez elle, Miles reçoit la visite du couple Belicec. Theodora est épouvantée par ce qu'elle a vu, mais ne réussit pas à en parler. Miles Bennell appelle Manfred Kaufman et décide de se rendre au domicile des Belicec pour voir ce qui s'y passe. Rongé par le doute, il décide finalement de visiter la cave de la maison de Becky et il trouve dans un placard un corps inachevé qui est en train de prendre les traits de Becky Driscoll. Pris de panique, il monte chercher Becky encore endormie et la ramène chez lui où il retrouve le couple Belicec et Mannie Kaufman et leur raconte ce qu'il a vu. Mils et Mannie décident ensuite d'aller voir ce qu'est devenu le corps inerte dans la maison des Belicec, mais ne trouvent rien. Après leur retour, Mannie Kaufman expose sa théorie psychanalytique de l'hystérie collective, du conditionnement émotionnel et de l'autosuggestion qui convainc toute l'assemblée.
Le lendemain, Jack et Miles parcourent les petites annonces insolites des journaux que Jack avaient conservées depuis des années pour ses romans. Miles tombe alors sur un entrefilet révélant la présence étrange de cosses de haricots ou de pois géants, retrouvés dans un champ des environs de Mill Valley. Un botaniste, le Docteur Bernard Budlong, les avait alors décrits comme d'origine sans doute extra-terrestre. De nouveau en proie aux doutes, Jack et Miles décident de prévenir le Chef de Police Grivett de la présence d'un corps non identifié au domicile des Belicec. Dans la journée, toutes les personnes qui avaient eu des doutes sur des parents proches viennent s'excuser de leur méprise auprès de Miles Bennell, mais ce dernier continue de douter et se convainc que son ami Manfred Kaufman n'est pas réellement celui avec qui il avait fait ses études. Au même moment, Jack invite Miles à le rejoindre dans sa cave : quatre cosses géantes sont en train de se transformer et prendre forme humaine. Miles Bennell décide alors de prévenir les autorités et appelle en pleine nuit le Lieutenant-Colonel Benjamin Eichler qui travaille au Pentagone. Ce dernier avoue son impuissance face à ces événements inouïs et la communication coupe à plusieurs reprises. Miles sait désormais que les extra-terrestres ont la mainmise sur le réseau de communication local. Pris de panique, Miles, Bekcy, Jack et Theodora quittent la ville en voiture. Lors d'un arrêt, ils découvrent deux cosses géantes dans leur coffre, les font brûler avec de l'essence et passent la nuit dans un motel. Le lendemain, n'ayant nulle part où aller, ils décident de rentrer à Mill Valley et d'agir.
Après leur retour, Miles et Becky observent la vie paisible de Mill Valley et tentent de passer inaperçus, mais quelque chose a changé. Les petites activités quotidiennes ont été abandonnées et rares sont les gens qui jardinent ou procèdent à quelques réparations domestiques. Dans un bar, Miles parle avec un représentant de commerce qui se lamente sur la léthargie qui semble avoir atteint toute la ville et lui gâche ses affaires. Miles se rend ensuite à la bibliothèque pour retrouver dans les journaux toutes les allusions éventuelles, articles ou entrefilets, concernant des cosses géantes ou des comportements suspects. Lorsque la bibliothécaire lui apporte les journaux, tous les articles sensibles ont été préalablement découpés. Miles et Becky se rendent ensuite au domicile de la famille de Becky et s'aperçoivent que sa cousine et ses oncle et tante sont des extra-terrestres. À leur retour chez eux, Nick Grivett, le Chef de Police, les attend pour un contrôle de routine. Ils réussissent à neutraliser le policier et à s'enfuir. Miles décide alors de se rendre chez le Professeur Bernard Budlong. Ce dernier explique que les spores extra-terrestres avaient fort bien pu traverser l'Espace, entraînés par un flux de photons. Après leur visite, Becky et Miles s'aperçoivent que Jack et Theodora sont pourchassés par les extra-terrestres et ils décident de se réfugier discrètement dans le cabinet médical de Miles.
En observation derrière les stores du cabinet médical, Miles Bennell et Becky Driscoll assistent à un étrange événement. Tous les habitants de Mill Valley se regroupent au centre-ville et se voient remettre des cosses géantes destinées aux villes voisines qu'ils doivent déposer chez leurs parents proches ou chez des amis. Miles comprend que l'invasion se poursuit et va envahir tout le territoire américain. Quelques instants plus tard, ils sont rejoints par Bernard Budlong, Manfred Kaufman et Chet Meeker qui les retiennent alors prisonniers. Les trois hommes essaient de les convaincre que la transformation est bénéfique pour les êtres humains qui passent alors à un stade supérieur de l'évolution. Pendant la transformation, les cosses copient la structure moléculaire de l'être le plus proche d'eux et en absorbent toute l'énergie vitale. L'original, vidé de sa substance, tombe alors en poussière. La transformation se fait de manière indolore pendant le sommeil : Miles et Becky n'ont donc plus qu'à attendre. Miles réussit cependant à faire avouer à son ami Mannie que la transformation s'accompagne de quelques désagréments notables. Les doubles ne vivent en effet que cinq ans maximum et n'ont plus aucune créativité. Tentant une ultime manœuvre, Miles convainc Mannie de le laisser seul avec Becky pour une ultime nuit d'amour, tandis que deux cosses géantes sont apportées et placées derrière la porte du cabinet. Miles sort alors les deux squelettes de son cabinet et les expose près des cosses qui consacrent toute leur énergie à les dupliquer. 
Miles et Becky réussissent enfin à s'échapper et s'enfuient dans les collines de Mill Valley tandis qu'en ville l'alerte est donnée. Arrivés à quelques mètres seulement de la route nationale, Miles et Becky se retrouvent devant un immense champ de cosses géantes derrière lequel ils savent que les habitants de Mill Valley les attendent. Ne voulant pas se faire prendre sans avoir réagi, Miles met le feu au champ cultivé. Alors qu'ils sont encerclés par les extra-terrestres à forme humaine, un phénomène étonnant se produit : les cosses se détachent de leurs tiges et s'envolent, fuyant une planète qui leur est devenue trop hostile. La vie reprend alors dans la petite ville de Mill Valley. Miles et Becky retrouvent leurs amis Jack et Theodora Belicec qui avaient lutté jusqu'au bout contre un sommeil funeste.

### Personnages principaux
Les personnages principaux du roman sont classés dans l'ordre alphabétique :
- Jack Belicec, ami de Miles Bennell ;
- Theodora Belicec, épouse de Jack Belicec ;
- Miles Boise Bennell, 28 ans, médecin généraliste de Mill Valley diplômé de l'Université de Stanfort, divorcé, héros et narrateur du roman ;
- Bernard Budlong, botaniste et biologiste ;
- Ed Burley, plombier de Mill Valley ;
- Doc Carmichel, psychanalyste ;
- Becky Driscoll, divorcée, amie et amour de jeunesse de Miles Bennell ;
- Benjamin Eichler, lieutenant-colonel de l'armée américaine, en poste au Pentagone, ami de Miles Bennell ;
- Nick Grivett, Chef de la Police de Mill Valley ;
- Manfred Kaufman, dit Mannie, psychanalyste, ami de Miles Bennett ;
- Aleda Lentz, tante de Wilma, épouse d'Ira ;
- Ira Lentz, oncle de Wilma ;
- Wilma Lentz, cousine de Becky Driscoll ;
- Chet Meeker, chef comptable de Mill Valley ;
- Gerry Montizambert, directeur du cinéma de Mill Valley ;
- Ed Pursey, second médecin généraliste de Mill Valley ;
- Miss Weygand, bibliothécaire.

## Commentaires

### Définition de l'être humain
Dans la thématique choisie par Jack Finney, l'un des points essentiels – aussi bien d'un point de vue narratif que philosophique – est la définition de l'être humain : en quoi les doubles extraterrestres des habitants de Mill Valley manquent-ils d'humanité alors qu'ils se comportent exactement comme leur original et possèdent tous leurs souvenirs ? La réponse de Jack Finney apparaît clairement dès le début du roman (dans les propos de Wilma Lentz) avant d'être plus longuement développée à la fin du récit (dans le dialogue entre Miles Bennett et Manfred Kaufman) : l'humanité réside dans la force créatrice et la vie émotionnelle de l'être humain qui assurent la cohésion entre ses souvenirs, son caractère et ses actes. 
Même s'ils se présentent eux-mêmes comme une forme de vie intelligente supérieure, les extra-terrestres du roman semblent soumis à une simple pulsion de survie qui s'exprime dans le besoin impérieux de la reproduction de l'espèce. En revanche, par sa force créatrice et la richesse de sa vie émotionnelle, l'être humain a réussi à s'émanciper du simple cycle de la reproduction biologique pour investir les sphères de l'esprit et de la création.

### Extraterrestres d'un nouveau genre
Au chapitre XVI, Jack Finney laisse l'un de ses personnages critiquer les romans et bandes dessinées de l'époque et leur tendance à proposer des Martiens ou des Sélénites qui ne sont que des caricatures d'êtres humains : « On leur attribue six jambes, trois bras, une petite antenne sur la tête, on les peint en vert, mais ce sont toujours de petits hommes. » Prenant le contre-pied de cette tendance, Jack Finney propose à son lecteur une race extraterrestre totalement étrangère à la race humaine, lui attribuant une origine vaguement végétale, mais sans jamais dévoiler tout son mystère.
L'invasion des extraterrestres de Jack Finney frappe par sa subtilité et sa lenteur. Les entités aliens attendent simplement le sommeil de leurs victimes pour prendre leur place et leur insidieuse invasion s'effectue sans armes, ni violence. Jack Finney préfère l'angoisse induite par l'étrangeté radicale de ses extra-terrestres aux conséquences tragiques d'une extermination violente de l'espèce humaine, comme dans La Guerre des mondes de H. G. Wells.
L'idée du voyage de spores végétales à travers l'espace et leur arrivée sur la planète Terre fut exploitée en 1909 par un auteur allemand, Kurd Laßwitz, dans son roman Sternentau. Die Pflanze vom Neptunmond. La possibilité scientifique du voyage de spores végétales à travers l'espace avait été défendue au préalable par Lord Kelvin qui soutenait que le germe de la vie était arrivé sur Terre depuis l'espace.

### Pestes végétales
Le danger que peut représenter la flore pour l'homme fut déjà traité en 1947, sur un ton humoristique, par l'auteur américain Ward Moore dans Encore un peu de verdure et en 1951, de manière plus dramatique, par l'auteur britannique John Wyndham dans Le Jour des Triffides. Dans les deux cas, l'intervention de l'être humain sur la flore terrestre est synonyme de danger pour l'existence de l'espèce humaine.

### Métaphores du double
Les extra-terrestres du roman prennent forme humaine par mimétisme. Ils répliquent la structure moléculaire humaine et absorbent l'énergie vitale individuelle. Pour expliquer ce phénomène étrange, Jack Finney utilise différentes métaphores du double tirées du vécu de ses personnages. Miles Bennell, le héros, utilise par exemple une comparaison empruntée à la technique du développement photographique pour rendre compte de la transformation du corps extra-terrestre en corps humain. L'ectoplasme original laisse peu à peu apparaître ses traits humains, comme le fait un papier photosensible dans un bain révélateur. Theodora Belicec, en revanche, compare le processus à celui de la frappe des médailles en deux étapes. La première frappe fait apparaître les lignes principales de la gravure, tandis que la seconde apporte tous les détails nécessaires en affinant le trait. Par cette dernière métaphore, Jack Finney insinue l'idée de contre-façon. Une subtile nuance s'insinue alors entre la simple duplication technique et la contre-façon sous son aspect moral et juridique. Les extra-terrestres apparaissent dès lors comme les faux-monnayeurs de l'humanité, créant des semblants d'humains sans valeur.

### Irrationnel et psychanalyse
Jack Finney oppose la réalité objective d'une invasion extra-terrestre à l'illusion collective d'une invasion pour des raisons psychologiques. En faisant intervenir un psychanalyste dans son roman, Jack Finney rappelle un cas étonnant d'hystérie collective qui avait défrayé la chronique américaine en 1944 : le maniaque de Mattoon (The Mad of Mattoon). Ce cas clinique, dûment analysé par les psychologues de l'époque, éclaire d'un jour nouveau les faits du roman et insinue le doute dans l'esprit même du héros, lui-même médecin et rationaliste. La seule issue dont dispose le héros du roman pour échapper aux pièges tendus par son inconscient, c'est de trouver des preuves tangibles de la réalité objective de l'invasion extra-terrestre. Le combat contre l'invasion alien passe dès lors par une lutte acharnée contre soi et contre ses propres doutes, ses convictions et ses préjugés.

### Approche sociologique du cinéma
Jack Finney intègre à son roman une réflexion sur le cinéma :
- le cinéma est le lieu privilégié de l'imagination et de l'irréel (point de vue défendu par Miles Bennell) ;
- le cinéma complète l'expérience sensorielle du public en le confrontant à des situations inédites (point de vue défendu par Betty Driscoll) ;
- le cinéma crée des stéréotypes comportementaux et contribue à modeler un langage non verbal commun à toute une société (Betty Driscoll)[2].

Pour anecdote, les deux personnages principaux du roman vont au cinéma voir un film intitulé Le Voyage de Simon Morley qui raconte l'histoire d'un homme qui a trouvé le moyen de remonter le temps. Ce film fictif est une allusion directe au roman éponyme que Jack Finney publiera quinze ans plus tard.

### Interprétations politiques
Le thème du roman de Jack Finney, rapidement popularisé par sa toute première adaptation cinématographique réalisée par Don Siegel en 1956, fut interprété de deux manières différentes et relativement opposées. 
La première faisait du récit un pamphlet contre le fascisme représenté par la « chasse aux sorcières » du maccarthisme, tandis que la seconde s'alignait plutôt sur la ligne politique du maccarthisme qui érigeait la paranoïa anti-communiste en principe de sécurité nationale. Tout comme les profanateurs infiltraient insidieusement - et sans que personne remarque quoi que ce soit - une paisible petit ville américaine, on craignait que le communisme n'infiltrât subrepticement la société américaine pour la conduire à sa perte. 
Sur ce second point, quelques détails romanesques du récit de Jack Finney peuvent conduire à considérer le roman comme une allégorie anticommuniste et à rapprocher ses extra-terrestres d'une vision schématique et négative du communisme : 
- participation de tous à la culture et à la reproduction de l'espèce extra-terrestre aux dépens des activités personnelles : priorité des intérêts de la communauté sur ceux de l'individu ;
- la petite ville de Mill Valley ne connaît plus aucune activité économique et désespère tous les représentants de commerce qui s'y arrêtent : rejet de l'économie libérale basée sur la consommation de masse et la circulation des biens ;
- les humains répliqués n'ont plus aucun goût pour la créativité et l'initiative personnelle : rejet de toute initiative personnelle.

Le réalisateur américain Don Siegel affirma en revanche n'avoir voulu dépeindre que l'indifférence, la passivité et le conformisme de ses contemporains.

## Adaptations cinématographiques
Le roman de Jack Finney connut quatre adaptations cinématographiques plus ou moins fidèles. La première intervint une année seulement après la parution du roman.
- 1956 : L'Invasion des profanateurs de sépultures, réalisé par Don Siegel. Si l'intrigue dans son ensemble est proche du roman original, certaines différences sont notables. Significativement, Don Siegel et Daniel Mainwaring, le scénariste, ont supprimé le happy end du roman pour le remplacer par une fin ouverte. Lorsque le film se termine, l'invasion des extra-terrestres n'a pas été enrayée, mais les autorités terriennes commencent à prendre le danger au sérieux.
- 1978 : L'Invasion des profanateurs, réalisé par Philip Kaufman, avec Donald Sutherland et Jeff Goldblum
- 1993 : Body Snatchers, réalisé par Abel Ferrara, avec Terry Kinney et Meg Tilly
- 2007 : Invasion, réalisé par Oliver Hirschbiegel, avec Daniel Craig et Nicole Kidman
- 2007 : Invasion of the Pod People, réalisé par Justin Jones.

## Éditions
- The Body Snatchers, 1955, 191 p.
- Graines d'épouvante, Guenaud, août 1977, trad. Michel Lebrun, 232 p.  (ISBN 2-86215-004-5) (BNF 34588878)
- Graines d'épouvante, Clancier-Guenaud, novembre 1986, trad. Michel Lebrun, 236 p.  (ISBN 2-86215-095-9)
- L'Invasion des profanateurs, Denoël, coll. « Présence du futur », no 546, 24 février 1994, trad. Michel Lebrun, 256 p.  (ISBN 2-207-50546-4)
- L'Invasion des profanateurs, Gallimard, coll. « Folio SF », no 27, 11 octobre 2000, trad. Michel Lebrun, 256 p.  (ISBN 2-07-041578-3)
- Body Snatchers : L'Invasion des profanateurs, Le Bélial', 16 juin 2022, 300 p.  (ISBN 978-2-38163-047-2)